# John Höxter

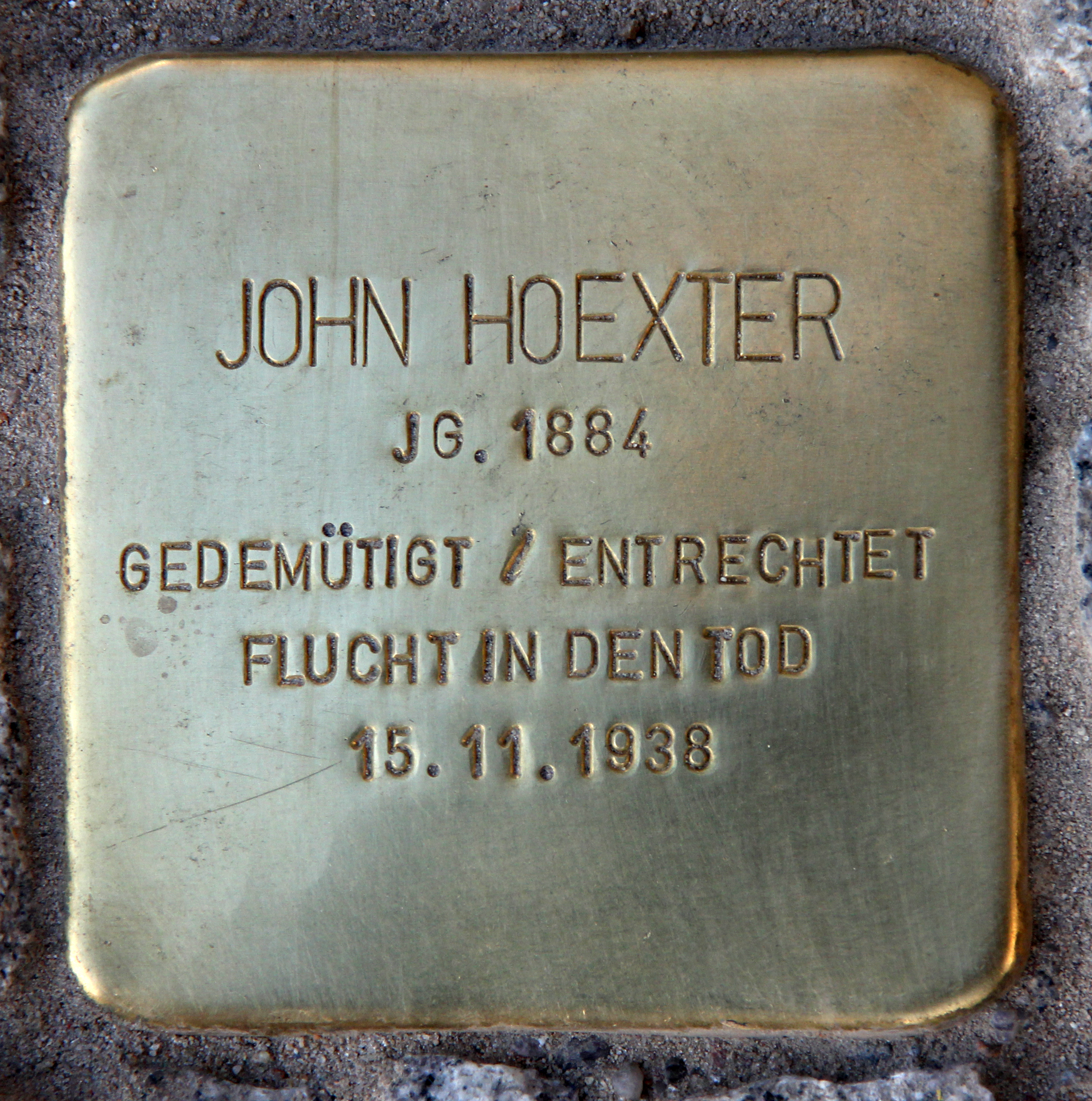
Stolperstein am Haus, Hardenbergstraße 28a, in Berlin-Charlottenburg

John Höxter (geboren 2. Januar 1884 in Hannover; gestorben 15. November 1938 in Potsdam) war ein Maler und Schriftsteller des Expressionismus und Dadaismus.

## Leben
Der Kaufmannssohn lernte ab 1905 u. a. bei dem Maler Leo von König an der Berliner Kunstgewerbeschule. Mit der Diseuse Emmy Hennings zog er damals durch die Cafès, Spelunken und Cabarets. Obwohl homosexuell, spekuliert die Nachwelt, ob er auch ihr Liebhaber gewesen sein könnte.
Eine erste schriftstellerische Veröffentlichung des bis dato nur als Maler hervorgetretenen Kunstgewerbeabsolventen stammt aus dem Dezember 1908, als er für die Deutsche Theater-Zeitschrift eine Shakespeare-Ausgabe rezensierte. Grafische und dichterische Beiträge folgten. Bis 1910 hatte er als Buchschmuckkünstler ein – wenn auch geringes – Einkommen. Von 1911 bis zum August 1913 arbeitete er für die Zeitschrift Die Aktion. 1912 entwarf er auch Buchumschläge.
Sein Kriegseinsatz im Herbst 1916 endete für den wegen seiner Tuberkulose ohnehin nur im letzten Aufgebot Losgeschickten kaum, dass er begonnen hatte.
Im November rief er 1919 die Satirezeitschrift Der blutige Ernst ins Leben, die ab der dritten Nummer von Carl Einstein und George Grosz nach deren divergierender Einflussnahme komplett übernommen wurde. Höxter wurde auch zum literarischen Porträtisten der Berliner Bohème am Anfang des 20. Jahrhunderts. Die Künstler der Szene trafen sich zunächst im Café des Westens, später im Romanischen Café. Bekannt wurde der morphiumabhängige Höxter durch seine Überlebenskünste als „Berlins populärster Schnorrer“.
Friedrich Hollaender textete über ihn dieses Couplet (aus der Revue Bei uns um die Gedächtniskirche rum):
Ich pendle langsam zwischen allen Tischen.
Ab zwanzig Uhr beherrsch ich dieses Reich.
Ich will mir einen edlen Gönner fischen.
Vor mir sind Rassen und Parteien gleich.
Irrenärzte, Komödianten,
Junge Boxer, alte Tanten,
Jeder kommt mal an die Reihe
Jeder kriegt von mir die Weihe:
Könnse mir fünfzig Pfennige borgen?
Nur bis morgen?
Ehrenwort!
In Else Lasker-Schülers Roman Mein Herz (1912) kommt Höxter einiger Male vor. Und über hundert Jahre später erinnerte Robert Jentzsch mittels Widmung seines Gedichts Romantiker Bildnisse an Höxter, den Schöpfer einer Kunstmappe ähnlichen Namens.
Ebenso inessentiell wie sein bisheriges Schaffen war auch sein Abstecher in die Filmbranche, denn mehr als eine Statistenrolle in dem Melodram Großstadtschmetterling, das im Milieu der Pariser Bohème spielt (Regisseur: Richard Eichberg) Konnte er nicht verzeichnen.
Nach den Novemberpogromen 1938 nahm Höxter sich in einem Wald südlich von Potsdam das Leben. Am 29. Oktober 2013 wurde in der Hardenbergstraße 28a ein vom Jenaer Verein POESIE SCHMECKT GUT e. V. initiierter Stolperstein für ihn verlegt, allerdings nicht an der Adresse des historischen Romanischen Cafés, sondern vor dem 2012 eröffneten Hotelcafé gleichen Namens. Seit September 2014 hat dank einer Spendenaktion von POESIE SCHMECKT GUT e. V. das bis dahin unauffindbare Grab von John Höxter einen Grabstein. Das Grab befindet sich auf dem Jüdischen Friedhof in Berlin-Weißensee, an der Ecke des Gräberfeldes E 1 (Reihe 21, Grabnummer 99475), direkt an der Kreuzung zu den Feldern B1, C1 und F1.

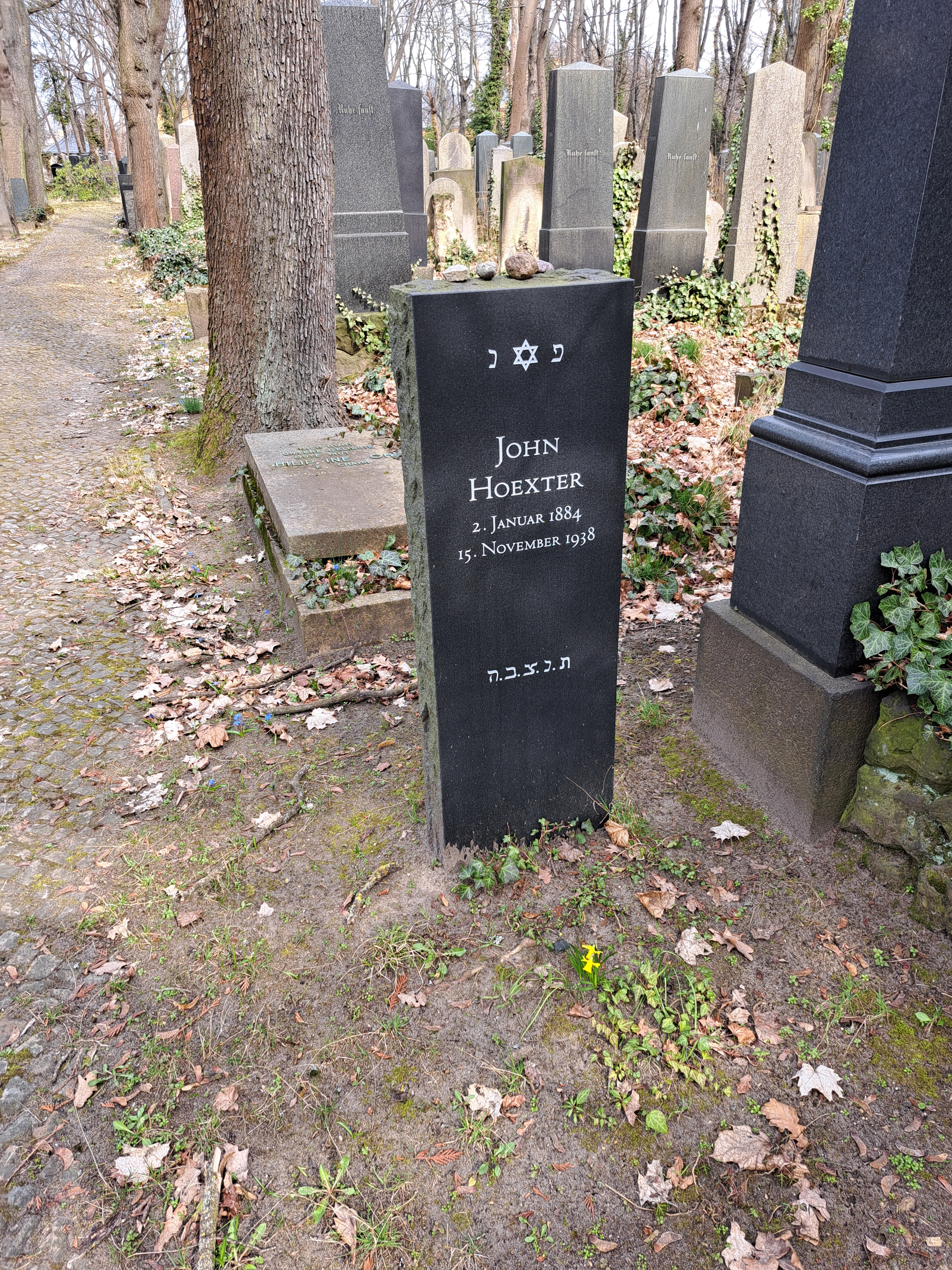
Grab John Höxter

2016 erschien im Quintus-Verlag ein biografischer Essay mit dem Titel John Höxter. Poet, Maler und Schnorrer der Berliner Bohème – die bisher intensivste literaturwissenschaftliche Auseinandersetzung mit John Höxter. Autor ist der Schriftsteller und Regisseur Jörg Aufenanger.

## Stil und Inhalt
John Höxter hinterließ ein schmales Œuvre, bestehend aus Grafiken, Zeichnungen, Gemälden, Gedichten, Essays und Prosastücken.
Er fertigte hauptsächlich Porträts und Karikaturen von Künstlern verschiedener Sparten und seiner Zeitgenossen an. In So lebten wir! 25 Jahre Berliner Bohème illustrierte er beispielsweise die Kurztexte und die Anekdotensammlung mit kleinen Schwarzweiß-Abbildungen. „In den Porträts, die Höxter geschaffen hat“, charakterisierte Jörg Aufenanger diese Arbeiten, „treten aus tiefschwarzer Fläche der Umrandung sehr plastisch die Köpfe heraus, wie aus einer Ferne in die unmittelbare Nähe, sodass sie äußerst ausdrucksstark werden.“ Höxter selbst erklärte in einem Brief: „Meine starke Neigung eines Schwarz-Weiß-Zeichners zum Abstrahieren ist ins Grenzenlose gewachsen. In den Zeichnungen der letzten Zeit ist eine mystische Vertrauensseligkeit, für die es keine Zusammenhanglosigkeiten, keine Disharmonien mehr gibt, stylbildend geworden, so dass die einzelnen schwarzen Flächen, aus denen sich ein Kopf oder was sonst zusammensetzt, als Sonderwesen silhouettiert sind, die oft in nur weitläufiger Beziehung zum Hauptthema stehen. Es ist dieselbe Anarchie, die mich bei gelegentlichem Theoretisieren über Politik, Moral, Kunst oder was auch immer erschrickt, die hier spärlich seltsame Früchte bringt.“

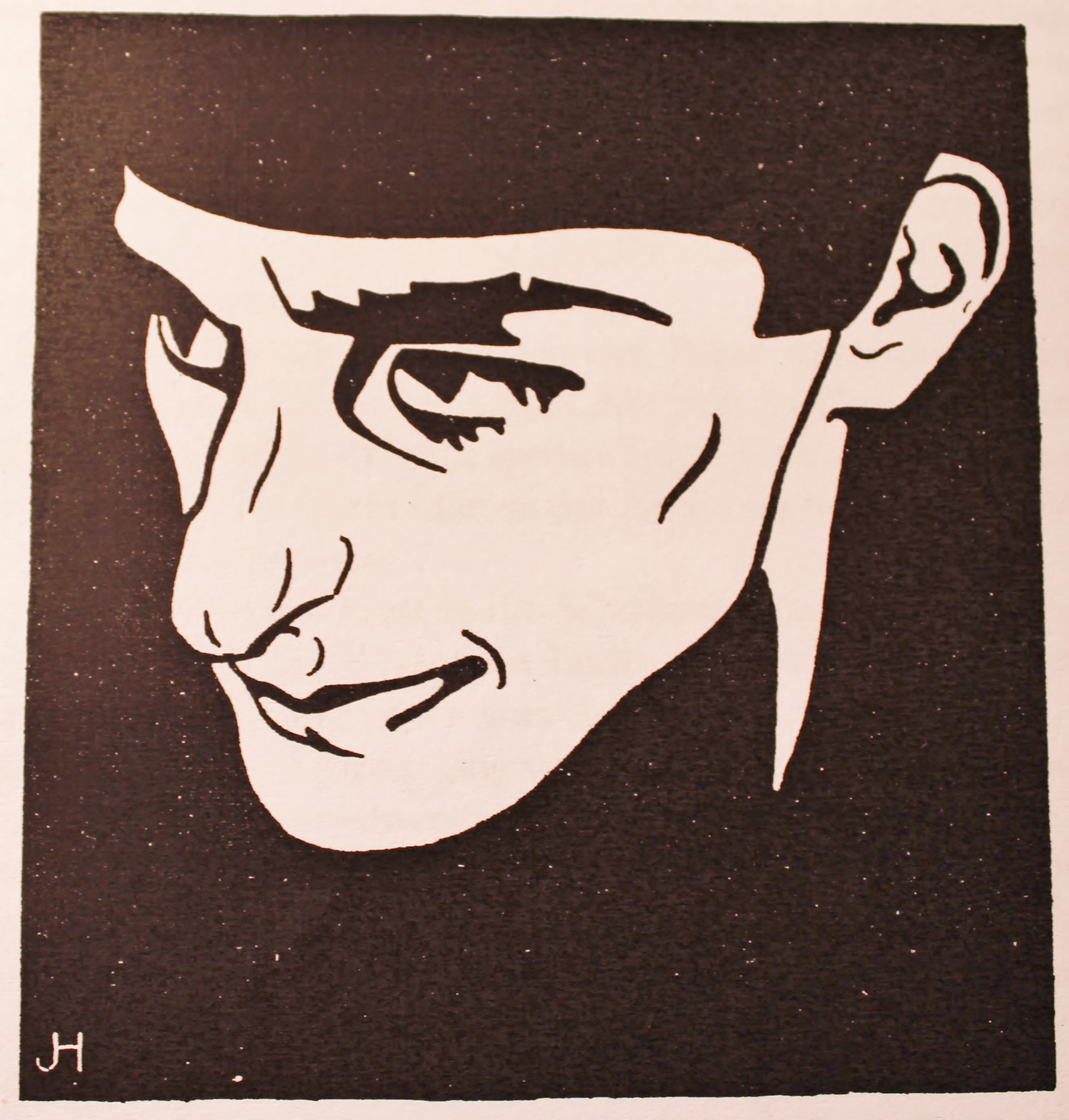
John Höxter: Porträt von Ferdinand Hardekopf; aus: Schall und Rauch, Heft September 1920

Die Porträts, gefertigt als Radierung, Holzschnitt oder Scherenschnitt, waren zu einem Großteil für Zeitschriften entstanden. Hans J. Schütz („Ein deutscher Dichter bin ich einst gewesen“. Vergessene und verkannte Autoren des 20. Jahrhunderts) und Jörg Aufenanger (John Höxter. Poet, Maler und Schnorrer der Berliner Bohème) zitierten in ihren jeweiligen Büchern Walter Mehring, der über die ersten beiden Ausgaben von Der blutige Ernst schrieb, sie seien mit von Höxter gefertigten Farbholzschnitten, darunter aztekisch-expressionistische Fratzen, versehen worden und gespickt mit Zitaten aus dämonologischen und esoterischen Machwerken.
Als Künstler gab Höxter wenige Kunstmappen heraus. 1907 in „Sechs Romantikerportraits“ ließ er im Meyer Verlag Radierungen, die Novalis, Brentano, E. T. A. Hoffmann, Jean Paul, Bettina von Arnim und Achim von Arnim zeigen – mit einer Einleitung von Ernst Hardt – verlegen. Im Oktober 1913 erschien seine Mappe „Imagines Divi Entelechien“ in 60 Exemplaren, davon zehn von ihm signierte Luxusausgaben im Graphischen Kabinett J. B. Neumann, Berlin.
Eine Besonderheit Höxters bestand darin, dass er zu manchen seiner Gemälde Gedichte ersann, die er „Wortkopie“ nannte. Weitere Gedichte handeln unter anderem von Natur und Stadt (zumindest denotativ), eigener Befindlichkeit, Psychologie/Psychopathologie, Kaffeehaustreiben, Schreibtätigkeit. Die vielen Namen von Dichtern und Malern in seiner Lyrik zeugen von Belesenheit und Kenntnis der Kunstgeschichte. Seine hohe Bildung schätzten und nutzten die anderen Kaffeehausbesucher gerne.
Heinrich Detering schrieb im Killy-Literaturlexikon, der broschierte Privatdruck Apropoésies Bohémiennes enthalte neben den von Höxter „stets bevorzugten parodistischen, gelegentlich dadaistischen Sprachspielen und Wortwitzen auch überzeugende Beispiele expressionistischer Lyrik“. Aufenanger schränkte ein, er sei ein „sanfter Gefühlsanarchist“ gewesen, kein Expressionist par excellence wie Georg Heym und Jakob van Hoddis.
Aufenanger erkannte im Gedicht Mihi in Propositum in Taberna mori, das Christian Schröder im Tagesspiegel als „Gedicht zur eigenen Mittellosigkeit“ bezeichnete, einen „sanften Spott“ bezüglich der Kaffeehaus-Dauerbesucher mit ihren Endlosdiskussionen. Er fügte hinzu: „Höxters Gedicht der Szenen eines Kaffehauses erzählt in einem Plauderton, als wären die Verse während einer Plauderei im Kaffehaus selbst verfasst. Sie lassen jene Schärfe und Verknappung vermissen, die den Gedichten von Heym und Hoddis zu eigen sind. Allein in seinem Gedicht Das andere Ich hatte auch Höxter versucht, den expressiven Ton, die rhythmische Verknappung in Wortfetzen aufzunehmen.“
Das Gedicht Café Wolkenkuckucksheim interpretierte Schütz, als „eine Mischung aus Hardekopf und Ringelnatz“, das im Bänkelsängerton „seine bodenlose Verzweiflung“ überspielt.
Als spätestens Mitte der zwanziger Jahre der Gefühlsüberschwang des Expressionismus durch die Neue Sachlichkeit abgelöst wurde, bediente Höxter nicht mehr den Zeitgeist. Er veröffentlichte aber im Querschnitt, dem Organ der Neuen Sachlichkeit, launige Schabernackverse. Damit erreichte er letztmals eine größere Leserschaft. Mit Hitlers Ernennung zum Reichskanzler 1933 und der damit einhergehenden Stigmatisierung als zugleich „jüdisch“ und „entartet“ reduzierten sich seine Publikationsmöglichkeiten weiter. Er konnte nur noch im Israelitischen Familienblatt publizieren. Die Gedichte waren nun ernster. Er behandelte zum Beispiel Erich Mühsams KZ-Inhaftierung. Für Aufenanger gehören die zu dieser Zeit entstandenen Verse zu seinen besten.
Höxter schrieb Prosatexte zum Beispiel über die Schauspielerin Gertrud Eysoldt, gegen die Jagd, zu den Themen Naturwissenschaft, Politik (hier: Antisemitismus), Kunst (hier: Plakatgestaltung), über den Kaffeehausalltag sowie sein Kriegserleben. Die beiden Nummern vom Blutigen Ernst, für die er verantwortlich zeichnete, hatten die Schwerpunkte „Der Arzt“ und „Der Jude“. Nummer 3, die der nicht mehr herausgab, sollte den Schwerpunkt „Der Kientopp“  haben.
Das autobiografische Werk So lebten wir! ist eine „Folge präziser, sarkastischer Stenogramme“. Es ist gewissermaßen „ein von Höxter selbst verfasster Nachruf nicht nur auf seine Existenzart, sondern auf seine Epoche“.

## Werke
- Apropoésies Bohémiennes. Privatdruck, o. O., o. J. (vermutlich Berlin 1930/33).
- So lebten wir! 25 Jahre Berliner Bohème. Erinnerungen. Biko-Verlag, Berlin 1929.
- Franz-Josef Weber, Karl Riha (Hrsg.): John Höxter (1884–1938). Gedichte und Prosa (= Vergessene Autoren der Moderne; Nr. III). Universität-Gesamthochschule Siegen, Siegen 1984.
- Ich bin noch ein ungeübter Selbstmörder. Autobiographie, Gedichte, Prosa, Graphik. Mit einem Nachwort herausgegeben von Karl Riha. Postskriptum Verlag, Hannover 1988.[23]
- Bo Osdrowski, Tom Riebe (Hrsg.): John Hoexter (= Versensporn; Nr. 8). Edition Poesie schmeckt gut, Jena 2012.